# Tridimite
La tridimite è un minerale (biossido di silicio).

## Abito cristallino
Esagonale o pseudoesagonale.

## Origine e giacitura
Originariamente si forma come β-tridimite come risultato della sublimazione nelle luoghi di alcune rocce vulcaniche recenti (terziarie o più recenti).
Il minerale si forma a temperature comprese tra gli 870 °C ed i 1470 °C. Il processo di formazione è assai lento. Nonostante sia instabile a pressione e temperature ordinarie è comunque possibile la sua esistenza in natura. Questo si verifica quando il minerale, a temperature comprese tra 870 °C ed i 1470 °C, viene raffreddato molto rapidamente (analogo alla tempra per gli acciai).

## Forma in cui si presenta in natura
In lamine con contorno pseudoesagonale o in cristalli trigeminati o poligeminati, più comunemente in masserelle a forma di rosetta o a ventaglio o a sferette.
Questo minerale viene chiamato tridimite perché generalmente si presenta in cristalli trigeminati. Il minerale si presenta anche in forme tabulari.

## Proprietà chimico-fisiche
Il minerale possiede le seguenti proprietà:
- Peso molecolare: 60,08 grammomolecole
- Densità di elettroni: 2,30 g/cm³
- Indici quantici
  - Fermioni:0,02
  - Bosoni:0,98
- Indici di fotoelettricità
  - PE:1,80 barn/elettrone
  - ρ:4,14 g/cm³
- Indice di radioattività: GRapi: 0 (Il minerale non è radioattivo)

## Località di ritrovamento
- In Europa: Siebengebirge[5] e Eifel[3] (Germania); Mont Dor nel Puy de Dôme (Francia);[3] Islanda;[5]
  - In Italia: Colli Euganei (Veneto)[3][5]; Monte Calvario, presso l'Etna (Sicilia)[3]; nelle cave di riolite presso il Monte Arci nella zona di Marrubiu Sardegna;[3] e piccole quantità nelle trachiti alterate della solfatara di Pozzuoli (Napoli)[senza fonte].
- In America: Cerro San Cristobal presso Pachuca (Messico); Stati Uniti[3][5].
- Sulla superficie del pianeta Marte.